# 阿拉貢攻勢
阿拉貢攻勢（西班牙語：Ofensiva de Aragón，1938年3月7日—1938年4月19日）是西班牙內戰中，西班牙國民軍對共和軍發起的一系列進攻，這種攻勢粉碎了共和軍集結起的大部分軍事勢力，並佔領了加泰羅尼亞和瓦倫西亞，獲得了決定性勝利。

## 背景
1937年12月國民軍所發起的特魯爾戰役消耗了共和軍許多資源，但國民軍於此時開始將大量士兵東移，準備前往阿拉貢，進攻加泰羅尼亞和萊萬特。國民軍因為能集中特魯爾和薩拉戈薩間的10萬精銳部隊，而處於優勢地位。儘管國民軍在數量上略遜於當地的共和軍，但他們裝備精良，也沒有像共和軍已因為特魯爾戰役疲憊不堪，嚴重耗損。國民軍擁有約950架飛機、200輛坦克和數千輛卡車。國民軍領袖弗朗西斯科·佛朗哥除了擁有德、義兩國的軍事支援外，還有效控制了巴斯克的工業地區。為了加劇因為蘇聯物資援助而減緩的共和軍傷害，國民軍要將共和軍自有軍火工業的加泰羅尼亞地區趕出佔領，一名觀察員報告道：「即使耗費如此多的金錢，我們的工業組織仍無法生產單一種類的槍砲...」

## 國民軍
進攻軍隊由菲戴爾·阿隆多和他的副官朱安·維剛指揮，荷西·索洽卡、荷西·莫思卡多、安東尼歐·阿然達和朱安·亞戈約則與義大利軍的馬力歐·貝爾地。荷西·恩瑞庫·瓦維拉和卡斯蒂利亚的軍隊認為他們已做好對特魯爾一翼的進攻準備，而兀鷹軍團也正加緊準備。兀鷹軍團指揮官馮·梭瑪騎士上校說服了佛朗哥，集中坦克進攻，而非分散。

## 共和軍
共和軍因為先前的特魯爾戰役已經損失多數物資，到此時約有一半的部隊沒有步槍。另外因為最精銳的部隊已經撤退，剩餘在前方防線的士兵多數都不具有實戰經驗。共和軍勢必得保留裝備，因為蘇聯的援助已開始枯竭。實際上，國民軍部隊佈署速度超過共和軍所想像來的快，雖然有間諜已警告其進攻方向，共和軍領袖仍認為國民軍即將恢復對瓜達拉哈拉的攻勢；共和軍還有另一個錯誤的估計，認為國民軍軍隊已與他們一樣疲勞。

## 攻擊開始
攻擊開始於1938年3月7日，並以砲擊和空中轟炸作為進攻前的火力支援。上午6點半，國民軍進攻共和軍於比韋爾戴爾里奧馬丁（Vivel del Rio）與埃布羅河間的防線。國民軍北部進攻部隊是非洲軍團的精銳，且有兀鷹軍團與第47砲兵連的支援，在頭一天的戰鬥裡，國民軍就粉碎了共和軍幾個防禦據點。亞戈約率軍挺進至埃布羅河右岸，掃除周圍的守軍。荷西·索洽卡則在3月10日奪回了貝爾契特，而由美國、加拿大和英國志願軍組成的國際縱隊第15旅則是該城最後撤出的單位，第15旅的亞伯拉罕林肯營營長羅伯特·梅里曼（Robert Merriman）在撤退途中陣亡。一名蘇聯秘密警察還特地在貝爾契特設置防禦工事，但它們輕易地被國民軍擊毀並繼續挺，義大利則進攻魯迪利亞（Rudilla）。各處的共和軍開始退卻，進而演變成潰敗。此外，因為瀰漫著反共情緒，共和軍普遍士氣低落。共產黨的指揮官還互相攻擊、指責對方非法與失敗的行動，如安德烈·馬地（Andre Marty）與恩瑞庫·里斯特（Enrique Lister）。里斯特為了保全他的職務，下令射殺進行撤退命令的指揮官，這造成了共產黨內的議論。

## 共和軍的災難
到了此時，即使羅傑歐下令將共和軍集中於卡斯佩（Caspe），隨著義軍接近阿爾卡尼茲（Alcañiz），共和軍的潰敗也成了定局。共和軍周圍的單位開始瓦解，士兵逃離的現象也逐漸蔓延開來。德國與義大利的飛機掌握了制空權，在現代化的戰鬥機保護下，轟炸機對地面潰逃的共和軍進行攻擊。卡羅爾·希維爾切夫斯基，這位被稱作「瓦爾特將軍」的國際縱隊指揮官，差點在阿爾卡尼茲城淪陷時被俘。經過2天的激烈戰鬥後，卡斯佩被瓦維拉的部隊所攻佔，雖然國際縱隊持以防守，最後仍被擊退。8天後，國民軍前往佔領地以東70里處，形成了一個貝爾契特到卡斯佩、阿爾卡尼茲和蒙塔爾的突出部。之後國民軍暫緩攻勢，先於埃布羅河和瓜達盧佩（Guadalupe）重組。3月22日，國民軍再度發動攻勢，進攻薩拉戈薩以東和韦斯卡，1936年8月共和軍所佔領的部份在一天內就失守。阿拉貢東部的村子曾經歷過社會革命（無論是自發的還是加泰羅尼亞的無政府主義者促使的）皆被國民軍所佔領，很大一部份的居民淪為了難民。這次攻勢中，國民軍掌控了巴巴斯卓（Barbastro）、布加拉羅茲（Bujaraloz）和薩里奈那（Sariñena）等地。3月25日，亞戈約進入了加泰羅尼亞。他開始進攻下一個城市—莱里达，但瓦倫丁·剛薩雷斯（Valentín González）的軍隊強力防禦，拖延了國民軍一星期，使共和軍有機會撤回有價值的裝備。雖然北方的共和軍制住了索洽卡南下進攻比利牛斯山脈，但在南方的國民軍正橫越阿拉貢南部高原的馬耶史瓦戈（Maestrazgo）。各地的共和派勢力開始混亂、瓦解、各派系互相指責，共產黨人還使得無政府主義者的部隊缺乏所需的彈藥。國際縱隊總司令安德烈·馬地雖然前往各處搜索叛徒，卻無法避免整個國際縱隊的崩解，有時共和軍軍官還當著軍隊面前處決己方士兵，共和軍士氣低落。

## 戰役的結束
空中力量決定了這場戰役的勝負，阿拉貢的平原適合飛機起降，能夠使其迅速自後方到前線支援。國民軍飛機不斷地擊退共和軍，迫使他們一直後撤。德國與蘇聯都在此中獲得飛機支援步兵進攻的寶貴經驗。4月3日，莱里达和甘德薩被國民軍佔領，國際縱隊第15旅的140名英美士兵被俘；同一天，安東尼歐·阿然達所率領的軍隊抵達西班牙海岸。在北方，國民軍自4月8日開始持續推進，也佔領了比利牛斯山下的巴塞隆那的水力發電廠，導致當地的工業急速衰退，也使得老舊的蒸汽機被重新啟用。國民軍已可輕易拿下加泰羅尼亞和巴塞隆那，但佛朗哥做出派兵前往海岸的決定。這項決定雖然被證明是一個戰略錯誤，但佛朗哥所掌握到的情報指出「若繼續將衝突延伸到加泰羅尼亞，法國可能會干預」，他下令持續進攻直到海邊。到了4月19日，國民軍已佔領了40英里長的地中海海岸線。這一系列的戰事告捷令國民軍對整場內戰的勝利大增了信心。與此同時，法國已重新開放邊界，原本由於禁運而堆放在法國的軍事援助，也湧入了西班牙和增加了共和軍的力量，這使得國民軍的進展漸緩，共和軍的防禦又被組建了起來。雖然國民軍繼續進攻北部的塞格雷河和巴倫西亞，但阿拉貢攻勢進攻的目標和所有結果已在4月19日結束，其後國民軍又花了更多軍力才奪取了海岸的控制權。

## 資料來源
1. ↑  Gabriel Jackson, The Spanish Republic and the Civil War, 1931-1939,（1965），第407頁
2. ↑  Herbert L. Mathews, Half of Spain Died, A Reappraisal of the Spanish Civil War,（1973），第15頁至第16頁
3. ↑  Gabriel Jackson，第407頁
4. ↑  Hugh Purcell，第98頁，維賽特·羅傑歐上校引用自 Stanley G. Payne, The Spanish Revolution, (1970)
5. ↑  Hugh Thomas,The Spanish Civil War,（2001），第776頁至第777頁
6. ↑  Hugh Thomas,（2001），第777頁
7. ↑  Herbert L. Matthews，第16頁
8. ↑    Anthony Beevor, The Battle for Spain, The Spanish Civil War 1936-39,（2006），第324頁
9. ↑  Hugh Thomas（2001），第777頁
10. ↑  Cecil Eby, Between the Bullet and the Lie, American Volunteers in the Spanish Civil War,（1969），第207頁
11. ↑  Anthony Beevor，第325頁和第326頁
12. ↑  Hugh Thomas,（2001），第778頁
13. ↑  Hugh Thomas,（2001），第779頁
14. ↑  Hugh Thomas,（2001），第778頁至第779頁
15. ↑  Hugh Thomas,（2001），第779頁至第780頁
16. ↑  Hugh Thomas,（2001），第780頁至第781頁
17. ↑  Hugh Thomas,（2001），第781頁